# Lý Ấm Tổ
Lý Ấm Tổ (tiếng Trung: 李荫祖; 1629 – 1664) tự Thằng Vũ (绳武), người gốc Triều Tiên thuộc Hán quân Chính Hoàng kỳ, là một danh thần đầu thời nhà Thanh trong lịch sử Trung Quốc.

## Thân thế
Lý Ấm Tổ sinh năm 1629 tại Thiết Lĩnh thuộc Liêu Ninh, là con trai của danh tướng Lý Tư Trung. Lý Tư Trung vốn là con trai của Lý Như Siên (李如梴), Đồng tri Thái Nguyên dưới triều nhà Minh, lại là cháu trong họ của danh tướng thời Minh là Lý Thành Lương. Năm 1618, sau khi Phủ Thuận bị quân của Nỗ Nhĩ Cáp Xích đánh hạ thì Lý Tư Trung quy thuận Hậu Kim.
Trong quá trình chinh phạt quân Minh, Lý Tư Trung liên tiếp lập chiến công khi theo Dự Thân vương Đa Đạc đánh dẹp Lý Tự Thành, chiếm Thiểm Tây, phá Đồng Quan, liên tiếp đánh hạ nhiều nơi như Giang Nam, Dương Châu. Sau khi Thuận Trị lên ngôi, Lý Tư Trung được phong làm Mai lặc Ngạch chân, trú thủ Tây An. Không lâu sau, ông được thăng làm Đề đốc Thiểm Tây, được phong hàm Nhất đẳng A Tư Cáp Ni Cáp Phiên kiêm Tha Sa Lạt Cáp Phiên (tức Nhất đẳng Nam kiêm Nhất vân kỵ úy).

## Cuộc đời
Năm Thuận Trị thứ 5 (1648), Lý Ấm Tổ nhờ thân phận ấm sinh mà nhậm chức Viên ngoại lang của Hộ bộ. Ba năm sau thì ông thăng chức Lang trung, đến năm 1652 thì được phong làm Tả thiêm Đô ngự sử của Đô sát viện. Năm thứ 11 (1654), Trực Lệ gặp thiên tai, Thuận Trị lệnh cho hàng loạt quan viên tiến hành chẩn tai tại 8 phủ của Trực Lệ, trong đó Lý Ấm Tổ và Thượng thư Ba Cáp Nạp phụ trách khu vực Bảo Định. Không lâu sau, Lý Ấm Tổ được thăng từ Hữu thị lang lên Thượng thư của Binh bộ, kiêm nhiệm thêm Hữu Phó đô ngự sử của Đô sát viện và Tổng đốc Trực Lệ, Hà Nam, Sơn Đông. Đến cuối năm 1656, ông được điều làm Tổng đốc Hồ Quảng, ban hàm Thái tử Thái bảo, tiếp tục kiêm nhiệm Binh bộ Thượng thư và Hữu Phó đô ngự sử. Năm 1658, các huyện Hán Dương, Thiên Môn, Tiềm Giang, Miện Dương gặp phải nạn lụt, Lý Ấm Tổ một lần nữa được chọn làm người chẩn tai.
Năm Thuận Trị thứ 17 (1660), vì bệnh mà Lý Ấm Tổ xin từ chức để về kinh thành để điều trị, Thuận Trị đồng ý. Chỉ 4 năm sau, ông qua đời khi mới 35 tuổi.

## Gia quyến
- Chính thất:
  - Giác La thị, con gái của Nhị đẳng Khinh xa Đô úy Đạt Cáp Tháp (達哈塔), cháu nội của Nhị đẳng Tử, Nội đại thần Tắc Lặc (塞勒) – cháu nội của Vũ Công Quận vương Lễ Đôn Ba Đồ Lỗ.[10]
  - Chúc thị (祝氏), con gái của Chúc Thế Dận.
- Hậu duệ:
  - Trưởng tử: Lý Bính (李鈵; 1647 – 1703), từng nhậm chức Đại lý tự khanh, Binh bộ Thị lang, Tuần phủ An Huy và Sơn Đông. Chính thất là Diệp Hách Na Lạp thị, chị em gái của Đích Phúc tấn của Thao Tắc.
  - Thứ tử: Lý Đạc
  - Con gái: Lý thị, gả cho Tam đẳng Công Nặc Mẫn (諾敏) họ Mã Giai thị.